# Список объектов всемирного наследия ЮНЕСКО в Кот-д’Ивуаре
В спи́ске объе́ктов Всеми́рного насле́дия ЮНЕ́СКО в Кот-д’Ивуа́ре значатся 4 наименования (на 2012 год), это составляет 0,3 % от общего числа (1248 на 2025 год). 1 объект включён в список по культурным критериям, 3 объекта — по природным. Национальный парк Таи признан природным феноменом или пространством исключительной природной красоты и эстетической важности (критерий vii). Природный резерват Маунт-Нимба и национальный парк Комоэ находятся в Списке всемирного наследия, находящегося под угрозой. Кроме этого, по состоянию на 2012 год, 3 объекта на территории государства находятся в числе кандидатов на включение в список всемирного наследия. Кот-д’Ивуар ратифицировал Конвенцию об охране всемирного культурного и природного наследия 9 января 1981 года. В том же году на 5-й сессии Комитета всемирного наследия ЮНЕСКО был занесён в список первый объект на территории Кот-д’Ивуара.

## Список
| # | Изображение | Название                                                                       | Область                                  | Время создания | Год внесения в список | №    | Критерии |
| - | ----------- | ------------------------------------------------------------------------------ | ---------------------------------------- | -------------- | --------------------- | ---- | -------- |
| 1 |             | Природный резерват Маунт-Нимба (фр. Réserve naturelle intégrale du mont Nimba) | Гвинея: Нзерекоре · Кот-д’Ивуар: Монтань | 1944           | 1981 1982             | 155  | ix, x    |
| 2 |             | Национальный парк Таи (фр. Parc national de Taï)                               | Ба-Сассандра, Муайен-Кавелли             | 1972           | 1982                  | 195  | vii, x   |
| 3 |             | Национальный парк Комоэ (фр. Parc national de la Comoé)                        | Занзан, Саван                            | 1968           | 1983                  | 227  | ix, x    |
| 4 |             | Исторический город Гран-Басам (фр. Ville historique de Grand-Bassam)           | Сюд-Комоэ                                | XIX—XX века    | 2012                  | 1322 | iii, iv  |

## Предварительный список
В таблице объекты расположены в порядке их добавления в предварительный список. В данном списке указаны объекты, предложенные правительством Кот-д'Ивуара в качестве кандидатов на занесение в список всемирного наследия.
| # | Изображение | Название                                                                                           | Область   | Время создания | Год внесения в список | №    | Критерии     |
| - | ----------- | -------------------------------------------------------------------------------------------------- | --------- | -------------- | --------------------- | ---- | ------------ |
| 1 |             | Археологический парк Ауакро (фр. Parc archéologique d'Ahouakro)                                    | Лагюн     |                | 2006                  | 5087 | iii, vi, vii |
| 2 |             | Мечети в суданском стиле на севере Кот-д'Ивуара (фр. Mosquées de style soudanais du Nord ivoirien) | Саван     | С XIV века     | 2006                  | 5088 | ii, iv       |
| 3 |             | Национальный парк Острова Эотиль (фр. Parc national des Iles Ehotilé)                              | Сюд-Комоэ | —              | 2006                  | 2099 |              |